# مقاطعة غراتيوت (ميشيغان)
مقاطعة غراتيوت هي مقاطعة تقع في المنطقة جنوب شرق الوسطى من شبه الجزيرة السفلى بولاية ميشيغان الأمريكية، بلغ عدد سكانها 42٬476 نسمة، بحسب تعداد عام 2010، عاصمتها إيثاكا، وتبلغ مساحتها 1٬480 كيلومتر مربع.

## الموقع
تشترك مقاطعة غراتيوت في الحدود مع:
- مقاطعة ميدلاند – من جهة الشمال الشرقي
- مقاطعة إيزابيلا – من جهة الشمال الغربي
- مقاطعة ساغينو – من جهة الشرق
- مقاطعة مونتكالم – من جهة الغرب
- مقاطعة شياوسي – من جهة الجنوب الشرقي
- مقاطعة كلينتون – من جهة الجنوب
- مقاطعة إونيا – من جهة الجنوب الغربي

## التقسيمات الإدارية
- إيثاكا.